# Eye in the Sky (cançó)
Eye in the sky és la segona cançó de l'àlbum del mateix nom del grup The Alan Parsons Project publicada el 1982. El tema comença amb les mateixes notes que acaben el tema inicial del disc, la instrumental "Sirius". Tot i aquesta unió de facto, les emissores de ràdio sempre han emès només la segona part, ignorant la part instrumental.
"Eye in the sky" és segurament la cançó més escoltada i valorada del grup. Avui en dia és, de llarg, la cançó més escoltada a la ràdio del grup The Alan Parsons Project. El tema "Eye in the sky" va aconseguir la posició número #3 a la llista Billboard dels Estats Units. Al Regne Unit la cançó no va funcionar de la mateixa manera. Curiosament, comenta Alan Parsons |... I hated the song when we first started recording it — I was quite ready to drop it altogether. Then we hit upon the hypnotic guitar chugs and it all came together.» («Odiava la cançó quan vam començar a gravar-la — de fet, estava preparat per retirar-la. Aleshores vam afegir-li a sobre una guitarra hipnòtica i ens va agradar a tots»).
La cançó fa referència a la novel·la 1984 de George Orwell. En aquesta es parla d'un futur on la privadesa individual no existeix degut a un ull, conegut com a Gran germà, que ho veu absolutament tot. A la novel·la, els ciutadans estan constantment controlats per satèl·lits i càmeres de vídeo.
L'origen d'aquesta cançó, segons explica el mateix escriptor i cantant Eric Woolfson, rau en la seva experiència en casinos i centres comercials, on el gran nombre de càmeres de seguretat que vigilaven els tramposos i els lladres el van deixar totalment fascinat.

## La Marató
El 2019, Alan Parsons va grabar una versió en català d'aquesta cancó pel disc de La Marató de TV3, sota el títol "Seré els teus ulls al camí".